# Kettenkleidung

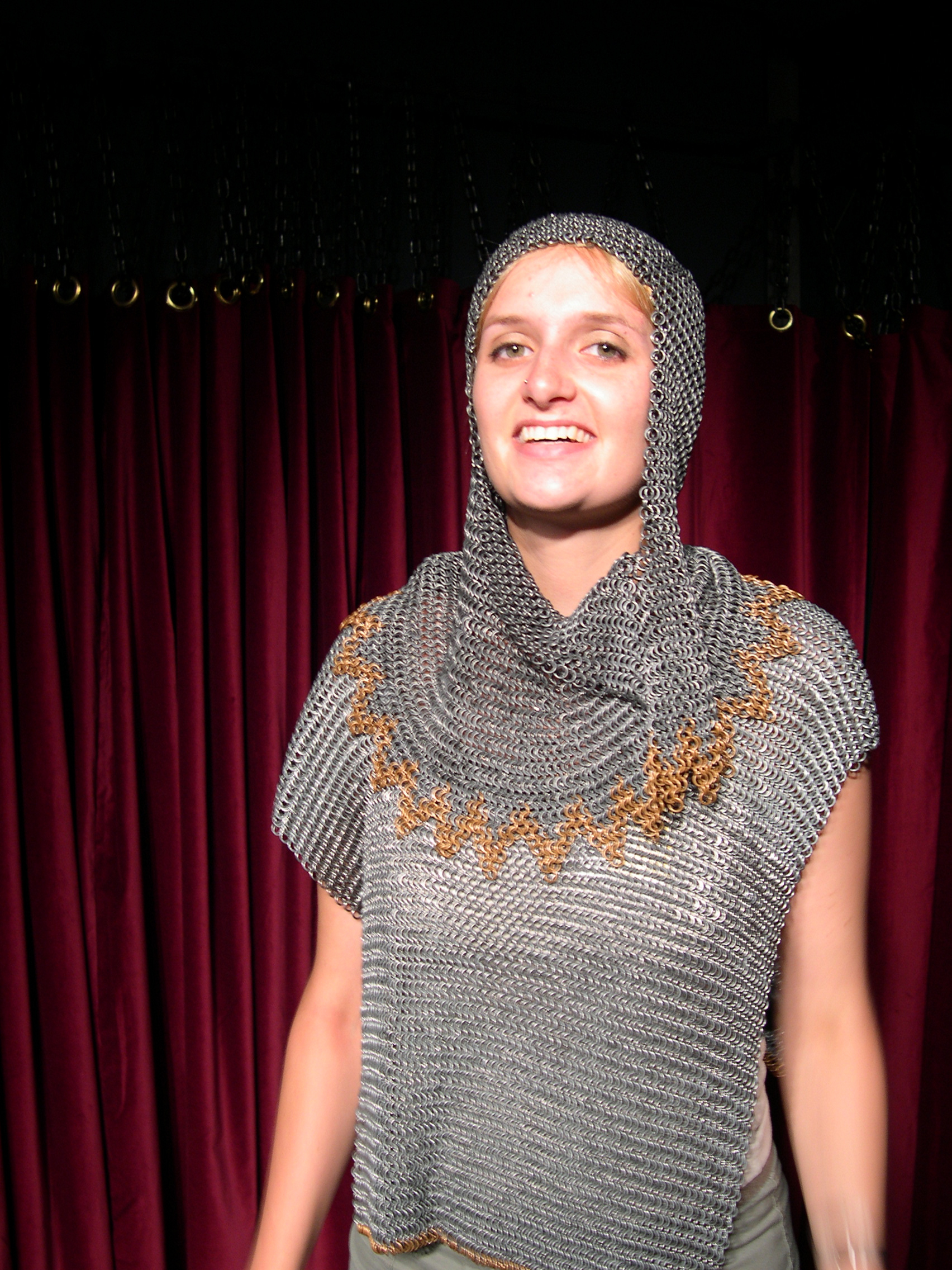
Frau mit Kettenkleidung, 2003

Kettenkleidung oder auch Chain Fashion beschreibt eine spezielle Bekleidung, die  aus Kettengliedern hergestellt wird. 

## Material
Im Unterschied zu Kleidung aus Leder oder Textilstoffen ist Metall der in der Regel verarbeitete Werkstoff für Kettenkleidung. Die Werkstoffe können Leichtmetalle wie z. B. Aluminium oder Titan sein, aber auch andere Metalle wie Edelstahl und Federstahl (rostfrei).

## Herstellung
Die Fertigungstechnik geht auf die Handwerkskunst der mittelalterlichen „Rüstmeister“ zurück, die Gewandung und Kriegsrüstungen für zum Beispiel Ritter flochten. Moderne Kettenflechter verfügen über ein breites Wissen über Flechttechniken. Auch der Zweck, neben einer Nutzung in der zeitgenössischen Mittelalter- und Ritterszene, ist um die Bereiche Erotik, Fetisch, LARP und BDSM erweitert worden. Moderne Kettenflechter achten, bedingt durch das mögliche Tragen auf nackter Haut, auf eine größtmögliche Hautverträglichkeit.